# Parovina

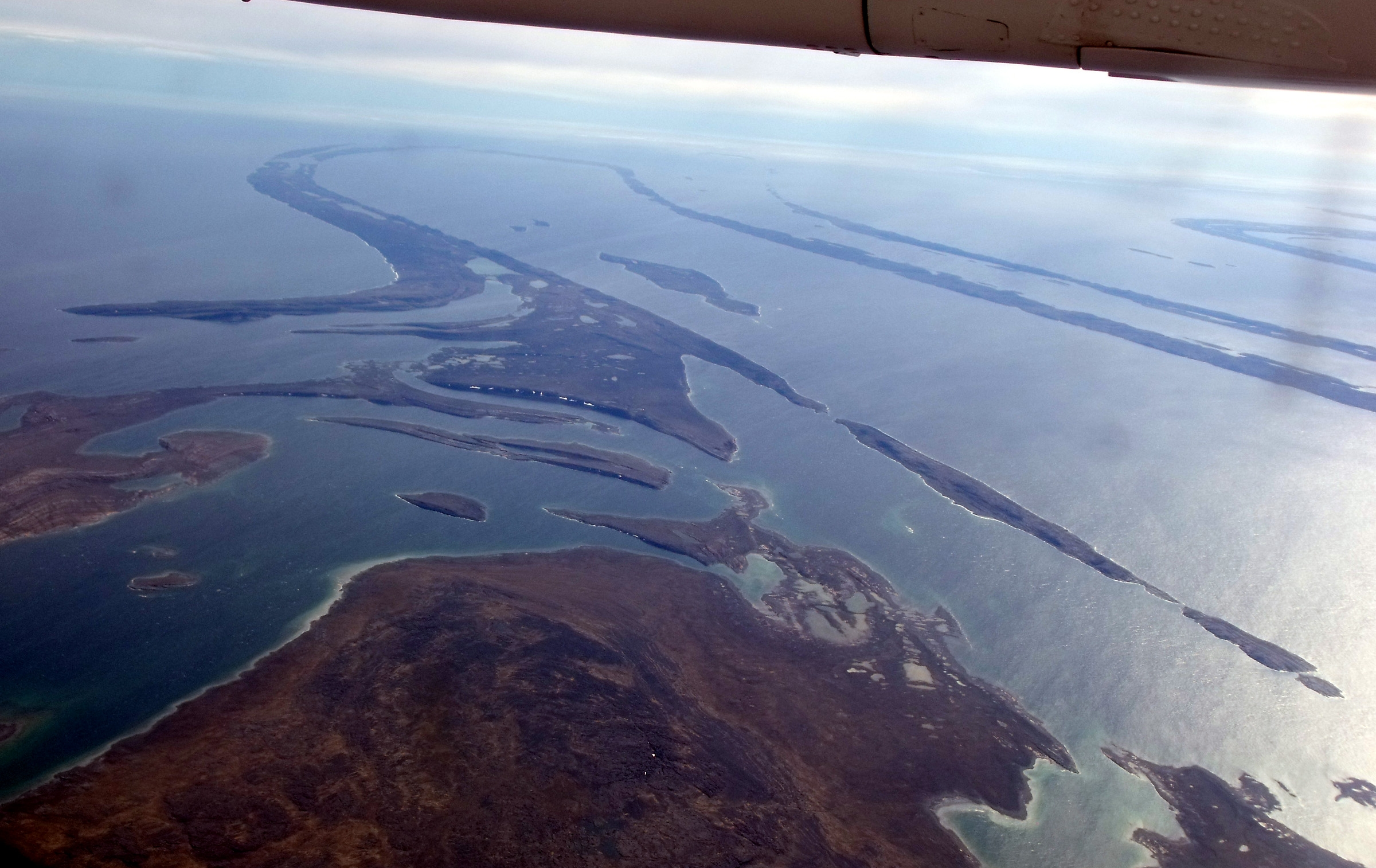
Letecký pohled na téměř plochou a utopenou parovinu na Belcherových ostrovech, Hudsonův záliv, Kanada. Všimněte si, že parovina protíná mnoho vrás.

V geomorfologii a geologii je parovina (také peneplén) nízká reliéfní planina vytvořená dlouhodobou erozí. Toto je definice v nejširších pojmech, i když se často parovina míní tak, že implikuje reprezentaci téměř konečného (nebo předposledního) stupně fluviální eroze v době prodloužené tektonické stability. Paroviny jsou někdy spojeny s teorií cyklů erozí Williama Morrise Davise, ale Davis a jiní pracovníci také používali termín čistě popisným způsobem, aniž by s ním byla spojena nějaká teorie nebo konkrétní geneze.
Existence některých parovin a peneplanace jako proces v přírodě může být sporná kvůli nedostatku současných příkladů a nejisté identifikaci jejich pozůstatků jako příkladů. Některé definice znamenají, že paroviny dosahují základní úrovně reprezentované hladinou moře, avšak v jiných definicích je tato podmínka ignorována. Geomorfoložka Karna Lidmar-Bergströmová a její spolupracovníci považují kritérium základní úrovně za rozhodující a nad přesným mechanismem tvorby parovin, zahrnující druhy pediplénu mezi paroviny.
Zatímco u parovin se obvykle předpokládá, že se tvoří v blízkosti hladiny moře, tak se také předpokládá, že paroviny se mohou tvořit ve vyšší nadmořské výšce, pokud by rozsáhlé sedimentace dostatečně zvýšila lokální základní úroveň nebo pokud je síť řek blokována tektonickou deformací. Paroviny Pyrenejí a Tibetské plošiny lze brát jako tyto příklady.
Obvyklá mylná představa o parovinách je, že by měly být tak ploché, až jsou beztvaré. Ve skutečnosti, některé paroviny mohou být kopcovité, protože odrážejí nepravidelné hluboké zvětrávání, tvoří prostý odstupňování na základní úrovni pouze na velkém měřítku.